# Победнице европских првенстава у атлетици на отвореном — 1.500 метара
Освајачице медаља на Европским првенствима у атлетици на отвореном у дисциплини трчања на 1.500 метара, која је у програму од деветог Европског првенства у Атини 1969. приказане су у следећој табели са постигнутим резултатима, рекордима и билансом освојених медаља по земљама и појединачно у овој дисциплини. Резултати су приказани у минутима.

## Освајачице медаља на европским првенствима на отвореном
| Дисциплина             |                                      | Резултат       |                                      | Резултат |                                     | Резултат |
| Атина 1969 детаљи      | Јарослава Јехличкова · Чехословачка  | 4:10,77 СР РЕП | Марија Гомерс · Холандија            | 4:11,9   | Паола Пињи · Италија                | 4:12,0   |
| Хелсинки 1971 детаљи   | Карин Кребс · Источна Немачка        | 4:09,62 СР РЕП | Гунхилд Хофмајстер · Источна Немачка | 4:10,31  | Елен Тител · Западна Немачка        | 4:10,35  |
| Рим 1974 детаљи        | Гунхилд Хофмајстер · Источна Немачка | 4:02,25 РЕП    | Лилијана Тодорова · Бугарска         | 4:04,97  | Грете Андерсен · Норвешка           | 4:05,21  |
| Праг 1978 детаљи       | Гиана Романова · СССР                | 3:59,01 РЕП    | Наталија Марашеску · Румунија        | 3:59,77  | Тотка Петрова · Бугарска            | 4:00,15  |
| Атина 1982 детаљи      | Олга Двирна · СССР                   | 3:57,80 РЕП    | Замира Зајцева · СССР                | 3:58,82  | Габријела Дорио · Италија           | 3:59,02  |
| Штутгарт 1986 детаљи   | Равиља Аглетдинова-Котовић · СССР    | 4:01,49        | Татјана Хамитова-Самољенко · СССР    | 4:02,36  | Дојна Беслију-Мелинте · Румунија    | 4:02,44  |
| Сплит 1990 детаљи      | Снежана Пајкић · Југославија         | 4:08,12        | Елен Кислинг · Источна Немачка       | 4:08,67  | Сандра Гасер · Швајцарска           | 4:08,89  |
| Хелсинки 1994 детаљи   | Људмила Рогачова · Русија            | 4:18,93        | Кели Холмс · Уједињено Краљевство    | 4:19,30  | Јекатерина Подкопајева · Русија     | 4:19,37  |
| Будимпешта 1998 детаљи | Светлана Мастеркова · Русија         | 4:11,91        | Карла Сакраменто · Португалија       | 4:12,62  | Анита Вејерман · Швајцарска         | 4:13,06  |
| Минхен 2002. детаљи    | Суреја Ајхан · Турска                | 4:04,42        | Татјана Томашова · Русија            | 4:05,04  | Габријела Сабо · Румунија           | 4:05,14  |
| Гетеборг 2006 детаљи   | Татјана Томашова · Русија            | 3:56,91 РЕП    | Јулија Чиженко · Русија              | 3:57,61  | Данијела Јорданова · Бугарска       | 3:59,37  |
| Барселона 2010 детаљи  | Нурија Фернандез · Шпанија           | 4:00,20        | Хинд Дехиба · Француска              | 4:01,17  | Наталија Родригез · Шпанија         | 4:01,30  |
| Хелсинки 2012 детаљи   | Нурија Фернандез · Шпанија           | 4:08,80        | Дијана Сујев · Немачка               | 4:09,28  | Тереза Чапкова · Чешка              | 4:10,17  |
| Цирих 2014 детаљи      | Сифан Хасан · Холандија              | 4:04,18        | Абеба Арегави · Шведска              | 4:05,08  | Лора Вајтман · Уједињено Краљевство | 4:06,32  |
| Амстердам 2016 детаљи  | Анђелика Цихоцка · Пољска            | 4:33,00        | Сифан Хасан · Холандија              | 4:33,76  | Сијара Магин · Ирска                | 4:33,78  |
| Берлин 2018 детаљи     | Лора Мјур · Уједињено Краљевство     | 4:02,32        | Софија Енаоуи · Пољска               | 4:03,08  | Лора Вајтман · Уједињено Краљевство | 4:03,75  |
| Минхен 2022 детаљи     | Лора Мјур · Уједињено Краљевство     | 4:01,08        | Сијара Магин · Ирска                 | 4:02,56  | Софија Енаоуи · Пољска              | 4:03,59  |
| Рим 2024 детаљи        | Сијара Магин · Ирска                 | 4:04,66        | Џорџија Бел · Уједињено Краљевство   | 4:05,33  | Агате Гиљермо · Француска           | 4:05,69  |
| Бирмингем 2026         |                                      |                |                                      |          |                                     |          |

## Биланс медаља
| #               | Држава               |    |    |    |    |
| --------------- | -------------------- | -- | -- | -- | -- |
| 1.              | Русија               | 3  | 2  | 1  | 6  |
| 2.              | СССР                 | 3  | 2  | 0  | 5  |
| 3.              | Уједињено Краљевство | 2  | 2  | 2  | 6  |
| 4.              | Источна Немачка      | 2  | 2  | 0  | 4  |
| 5.              | Шпанија              | 2  | 0  | 1  | 3  |
| 6.              | Холандија            | 1  | 2  | 0  | 3  |
| 7.              | Пољска               | 1  | 1  | 1  | 3  |
| 7.              | Ирска                | 1  | 1  | 1  | 3  |
| 9.              | Чехословачка         | 1  | 0  | 0  | 1  |
| 9.              | Југославија          | 1  | 0  | 0  | 1  |
| 9.              | Турска               | 1  | 0  | 0  | 1  |
| 12.             | Бугарска             | 0  | 1  | 2  | 3  |
| 12.             | Румунија             | 0  | 1  | 2  | 3  |
| 14.             | Француска            | 0  | 1  | 1  | 2  |
| 15.             | Португалија          | 0  | 1  | 0  | 1  |
| 15.             | Немачка              | 0  | 1  | 0  | 1  |
| 15.             | Шведска              | 0  | 1  | 0  | 1  |
| 18.             | Италија              | 0  | 0  | 2  | 2  |
| 18.             | Швајцарска           | 0  | 0  | 2  | 2  |
| 20.             | Западна Немачка      | 0  | 0  | 1  | 1  |
| 20.             | Норвешка             | 0  | 0  | 1  | 1  |
| 20.             | Чешка                | 0  | 0  | 1  | 1  |
| Укупно 22 земље | Укупно 22 земље      | 18 | 18 | 18 | 54 |

|    | Атлетичарка                          |   |   |   |   |
| -- | ------------------------------------ | - | - | - | - |
| 1. | Нурија Фернандез · Шпанија           | 2 | 0 | 0 | 2 |
| 1. | Лора Мјур · Уједињено Краљевство     | 2 | 0 | 0 | 2 |
| 3. | Сијара Магин · Ирска                 | 1 | 1 | 1 | 3 |
| 4. | Гунхилд Хофмајстер · Источна Немачка | 1 | 1 | 0 | 2 |
| 4. | Татјана Томашова · Русија            | 1 | 1 | 0 | 2 |
| 4. | Сифан Хасан · Холандија              | 1 | 1 | 0 | 2 |
| 7. | Софија Енауи · Пољска                | 0 | 1 | 1 | 2 |
| 8. | Лора Вајтман · Уједињено Краљевство  | 0 | 0 | 2 | 2 |